# Sporidiobolales
Sporidiobolales é uma ordem de fungos da classe Microbotryomycetes, filo Basidiomycota. Esta ordem contém uma única família, Sporidiobolaceae, e inclui sete géneros e 83 espécies. Três de este géneros, Aessosporon, Rogersiomyces, e Sporidiobolus, estão classificados em Sporidiobolaceae, enquanto os quatro restantes, Ballistosporomyces, Rhodosporidium, Rhodotorula, e Sporobolomyces, são incertae sedis no que diz respeito à sua colocação familiar.